# アンリ・メルケル
アンリ・ジャン・ポール・マリー・メルケル（Henri Jean Paul Marie Merckel, 1897年12月22日 - 1969年12月10日）は、フランスのヴァイオリン奏者。

## 生涯
パリの生まれ。パリ音楽院でギヨーム・レミーにヴァイオリンを学び、1912年にプルミエ・プリを得て卒業。1922年に自分の名前を冠した弦楽四重奏団を結成し、1925年のコンセール・ストララムの旗揚げにも参加した。コンセール・ストララムではスタン・ゴレスタンの協奏的狂詩曲、ジャン・リヴィエのブルレスケ、ロベール・カサドシュのヴァイオリン協奏曲などを初演している。1929年から1934年までパリ音楽院管弦楽団のコンサートマスターを務め、1930年からパリ国立歌劇場管弦楽団のコンサートマスターも掛け持ちした。歌劇場のコンサートマスターを1960年まで務めた後、パリ音楽院の教授となった。
ブローニュ＝ビヤンクールにて没。